# Georgia Dome
Georgia Dome – stadion futbolowy w Atlancie, na którym swoje mecze rozgrywał futbolowy zespół ligi NFL Atlanta Falcons.
Budowę stadionu rozpoczęto w listopadzie 1989 roku, a pierwszy mecz odbył się 6 września 1992, gdy Atlanta Falcons podejmowali New York Jets. Stadion ma pojemność 74 228 miejsc. W grudniu 2012 podjęto decyzję o wyburzeniu Georgia Dome i budowie nowego obiektu, Mercedes-Benz Stadium, którego otwarcie zaplanowano na rok 2017. Ostatni mecz w Georgia Dome rozegrany został 22 stycznia 2017.
Stadion był areną Igrzysk Olimpijskich 1996, meczów Final Four koszykarskiej ligi akademickiej NCAA, corocznych meczów college football o mistrzostwo Southeastern Conference, a także półfinałowych spotkań o Złoty Puchar CONCACAF w 2015 roku pomiędzy Stanami Zjednoczonymi a Jamajką oraz Panamą a Meksykiem. W sezonie 1998/1998 swoje mecze w roli gospodarza rozgrywał na nim zespół NBA Atlanta Hawks. Ponadto w Georgia Dome rozegrano dwa mecze o Super Bowl, po raz pierwszy w 1994 roku.
Na stadionie miały miejsce również koncerty, między innymi U2, Billy’ego Joela, Eltona Johna, Bryana Adamsa, The Rolling Stones, The Beach Boys oraz Chucka Berry’ego.
| Data             | Super Bowl | Zespół         | Wynik | Zespół           | Widzów |
| ---------------- | ---------- | -------------- | ----- | ---------------- | ------ |
| 30 stycznia 1994 | XXVIII     | Dallas Cowboys | 30:13 | Buffalo Bills    | 72 817 |
| 30 stycznia 2000 | XXXIV      | St. Louis Rams | 23:16 | Tennessee Titans | 72 625 |